# Ligne de León à Gijón
La ligne de León à Gijón, aussi connue sous le nom de chemin de fer des Asturies, est une ligne de chemin de fer à écartement ibérique reliant León, capitale de la province de León, à Gijón, en Asturies. Elle assure l'accès ferroviaire aux Asturies depuis la Meseta Centrale.
La rampe de Pajares est le dernier tronçon de la ligne à avoir été inauguré, le 15 août 1884, permettant l'exploitation d'un lien ferroviaire continu entre les Asturies et León.

## Histoire

### Genèse du projet
La connexion entre les Asturies et la Meseta Centrale fut une demande récurrente des entreprises industrielles asturiennes et de la députation provinciale d'Oviedo à partir du début de l'exploitation du charbon asturien dans les années 1840. De même, elle était prévue pour servir de débouché aux produits agricoles de León et de Castille. Ce projet fut également appuyé par les commerçants, les hommes d'affaires et la presse asturienne. Malgré cela, les Asturies n'ont pas été reliées au reste de l'Espagne par le rail avant 1884, bien qu'elles aient été, dans les années 1870, « la primera región productora de hierro y carbón » en français : « la première région productrice de fer et de charbon » de l'Espagne. Ce délai dans la mise en place connexions ferroviaires des Asturies et de la Galice avec le reste de la péninsule ibérique engendrait un préjudice pour les « posibilidades de crecimiento de ambas regiones » en français : « possibilités de croissance des deux régions » et des difficultés pour le transport des produits industriels et agricoles en provenance d'autres marchés.
| Date            | Tronçon                            | Compagnie | Longueur (km) |
| --------------- | ---------------------------------- | --------- | ------------- |
| 17 janvier 1868 | León-La Robla                      | Noroeste  | 25,048        |
| 1er août 1868   | La Robla-Pola de Gordón            | Noroeste  | 8,100         |
| 23 mai 1872     | Pola de Gordón-Busdongo            | Noroeste  | 19,910        |
| 23 juillet 1874 | Pola de Lena-Gijón                 | Noroeste  | 62,774        |
| 15 mai 1881     | Puente de los Fierros-Pola de Lena | ———       | 12,201        |
| 15 août 1884    | Busdongo-Puente de los Fierros     | AGL       | 42,775        |

En gare de León, la ligne se raccorde à la ligne Palencia-La Corogne, dont le tronçon Palencia-León avait été mis en service le 8 novembre 1863,. De même, à Palencia, elle se connectait à la ligne Venta de Baños-Alar, inaugurée le 1er août 1860, qui la reliait à la ligne de Madrid à Hendaye,.

### Avant-projets

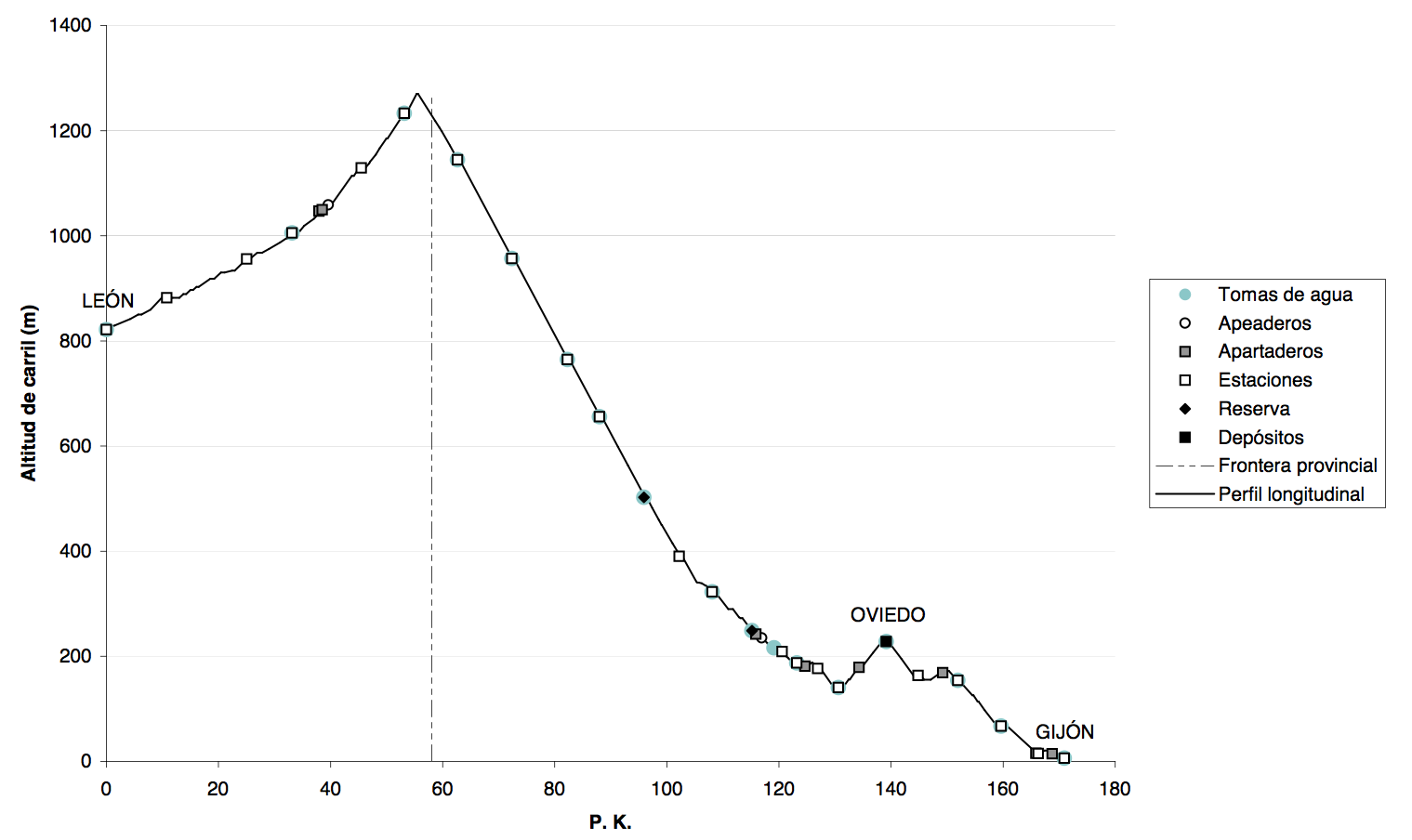
Profil longitudinal de la ligne en 1921.

Le premier projet de liaison ferroviaire entre León et les Asturies est dû à la société à capitaux britanniques Asturian Mining Company, établie à Mieres, par Richard Kelly. Il obtient une concession « para la ejecución de un camino de hierro de Avilés á León » en français : « pour la construction d'un chemin de fer d'Avilés à León » par résolution du 31 décembre 1844. L'intention de la société était d'utiliser le chemin de fer pour proposer ses produits ferroviaires sur le marché espagnol. Selon le journal madrilène « El Heraldo », la concession était d'une durée de 80 ans et la société, dotée d'un capital de 2 millions de livres, s'appellerait Compañía del real camino de hierro del Norte de España. L'entreprise échoua, selon Luciano Castañón, à cause de la caution exigée par le gouvernement de l'Espagne et de la déception de ses collaborateurs du Royaume-Uni qui pensaient que le pays état plat. Ce fut une déception totale selon les mots de Richard Ford dans son ouvrage Cosas de España publié en 1846.
Avec l'Asturien José Francisco Uría y Riego comme directeur général des travaux publics, une loi promulguée le 21 avril 1858 permet au gouvernement d'attribuer, par enchères publiques, la concession d'une ligne de chemin de fer reliant Palencia, aux ports de La Corogne et de Vigo, en passant par León. Une branche est également prévue pour relier León aux Asturies.
Jusqu'en 1864, il y eut plusieurs propositions modification du tracé de la ligne, toutes rejetées. Le 10 novembre 1862, le marquis de Salamanque propose de faire passer la pente du tracé de 15 à 45 ‰ et de réduire le rayon des courbes à 250 mètres, dans le but de conserver une subvention.
Le 1er janvier 1863, l'ingénieur français Gabriel Heim, directeur de la Sociedad Hullera de Quirós et membre de la Société géologique de France, propose un tracé alternatif pour relier León aux Asturies. Avec un budget de 252 millions de réals espagnols, son projet proposait une ligne partant de Benavides de Órbigo, traversant la cordillère Cantabrique par le Puerto de Ventana et atteignant San Esteban de Pravia. La ligne aurait traversé Babia, Quirós et Proaza. À Trubia, il y aurait des embranchements vers Mieres et Noreña, en passant par Oviedo. À Noreña, la ligne se serait embranchée sur le chemin de fer de Langreo, qui reliait Gijón à Langreo,,.

### Construction
En 1864, Juan Manuel de Manzanedo a obtenu la concession pour construire la ligne. La même année, Manzanedo l'a cédée à José Ruiz de Quevedo.
La construction de la ligne a été lancée par la Compañía de Ferrocarril del Noroeste de España, qui a fait faillite avant de terminer les travaux, en 1878. Avant sa faillite, l'entreprise avait terminé la ligne entre León et Busdongo, dans la province de León, ainsi qu'entre Pola de Lena et Gijón sur le versant asturien. La section de ligne gravissant le col de Pajares, aussi appelée rampe de Pajares, fut le tronçon le plus compliqué à construire en raison des dénivellations que la ligne devait racheter. Le restant des travaux fut achevé par la Compañía de los Ferrocarriles de Asturias, Galicia y León,.
Le 15 août 1884, le tronçon de Busdongo à Puente de los Fierros est inauguré. La cérémonie s'est déroulée dans un pavillon décoré situé à l'embouchure sud du tunnel de Perruca en présence du roi d'Espagne, Alphonse XII, de son épouse, Marie-Christine d'Autriche, de la princesse des Asturies, María de las Mercedes de Borbón, du président du Congrès, Francisco de Borja Queipo de Llano, et de députés et sénateurs des Asturies.

### Compañía de los Caminos de Hierro del Norte de España

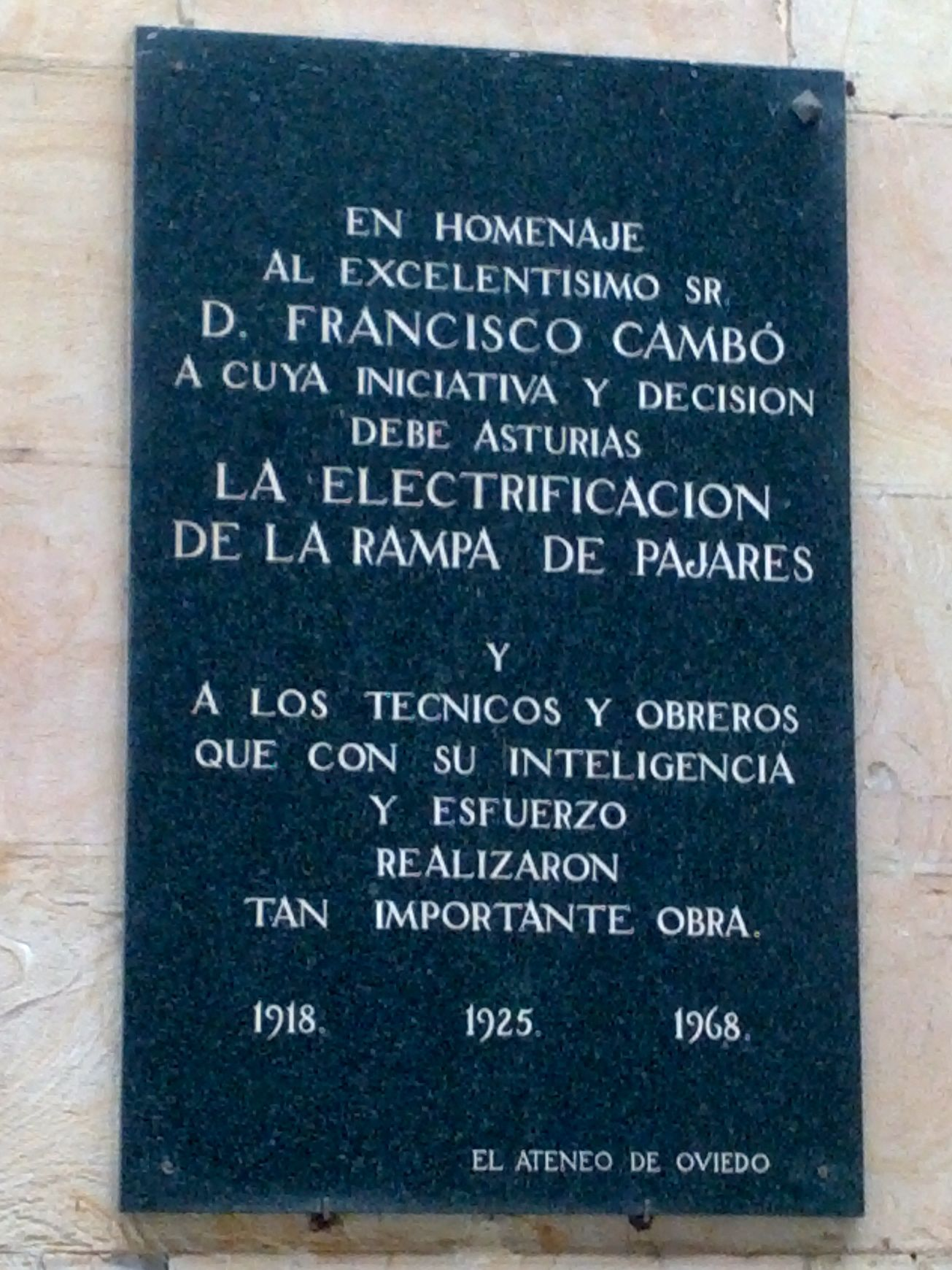
Plaque placée en 05 1968 en l'honneur de Francesc Cambó pour célébrer le 50e anniversaire de sa décision d'électrifier la rampe de Pajares, son promoteur. La plaque est située en gare d'Oviedo.

Le 1er mai 1885, la ligne est passée aux mains de la Compañía de los Caminos de Hierro del Norte de España qui a acquis par fusion la Compañía de los Ferrocarriles de Asturias, Galicia y León, titulaire de la concession. À partir de ce moment, la Compañía de los Caminos de Hierro del Norte de España a étendu son réseau dans les Asturies en construisant des embranchements sur la ligne León-Gijón dans le but d'accroître le trafic de ses lignes principales. La Compañía de los Caminos de Hierro del Norte de España disposait déjà de la ligne Oviedo-Trubia dans les Asturies, inaugurée le 30 avril 1883 et transférée de la Compañía de los Ferrocarriles de Asturias, Galicia y León. À cette ligne, elle a adjoint la ligne Villabona-Avilés en 1890, prolongée quelques années plus tard jusqu'à San Juan de Nieva. En 1894, la ligne Soto de Rey-Ciaño Santa Ana est ouverte pour capter le trafic de transport du charbon.
La capacité limitée de transport du charbon asturien vers l'intérieur de la péninsule a poussé la compagnie à entreprendre en 1924 l'électrification du tronçon Busdongo-Ujo (rampe de Pajares) en courant continu 3 kV. C'est la première ligne ferroviaire d'Espagne à avoir été électrifiée avec ce type de courant.

### Renfe
En 1941, la Compañía de los Caminos de Hierro del Norte de España est intégré à la Renfe ainsi que toutes ses lignes. C'est à cette époque que la ligne de contournement d'Oviedo, reliant Tudela-Veguín à Lugo de Llanera via le tunnel de La Grandota a été construite. Inaugurée en 1957, elle mesure 14,9 kilomètres de long et permettait aux trains de charbon se dirigeant vers les ports d'Avilés et de Gijón d'éviter la traversée de la ville d'Oviedo et ses rampes.
En 1955, Renfe a achevé l'électrification de l'ensemble de la ligne, entre Ujo et Gijón (4 janvier) et entre León et Busdongo (23 novembre). Entre 1966 et 1968, le contrôle de trafic centralisé a été mis en place sur la ligne ainsi que sur ses embranchements vers San Juan de Nieva et El Entrego, soit sur 219 kilomètres de voies au total. Le poste de contrôle des lignes est situé à Oviedo.
Dans le cadre du plan d'infrastructure ferroviaire des Asturies, lancé en 1970, des travaux de rénovation et d'amélioration ont été réalisés sur la ligne et ses embranchements. Exécuté en deux phases, le plan prévoyait l'augmentation de la capacité de transport, y compris dans la rampe de Pajares. Lors de la 2e phase de travaux, en 1973, la section entre Pola de Lena et Veriña a été mise en double voie.

## Tracé
La ligne monte sans interruption depuis León jusqu'au point le plus élevé de la ligne, à l'entrée du tunnel sous le col de Pajares, qui constitue également la frontière entre la province de Léon et les Asturies. ce tunnel, baptisé Perucca, mesure 3 073 mètres de long. Son entrée se trouve à 1 270 mètres d'altitude, soit environ 100 mètres plus haut que le tunnel ferroviaire du Saint-Gothard. La gare de Busdongo est la dernière gare de la province du León avant d'entrer dans les Asturies. Si, à vol d'oiseau, la distance entre Busdongo et Puente de los Fierros n'est que de 11 kilomètres, ces deux gares sont séparées par 767 mètres de dénivelé. La ligne rachète cette différence d'altitude à l'aide d'une double boucle suivante une pente continue de 20 ‰. Entre Busdongo et Campomanes, on compte 69 tunnels, dont cinq de plus d'un kilomètre de long. Il y a également 151 ponts, dont neuf sont des viaducs majeurs.
Après Ujo, le profil de la ligne est plus aisé. Le chemin de fer mène alors à la ville portuaire de Gijón en passant par Oviedo, la capitale des Asturies.

## Trafic

### Trains de voyageurs

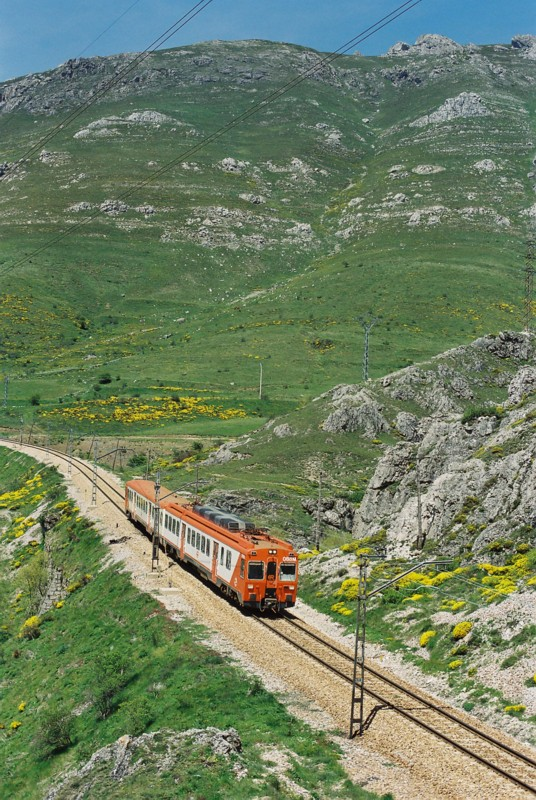
Une rame automotrice S-440 vers Busdongo.

À compter du 15 septembre 2008, la ligne de León à Gijón était quotidiennement desservie par le train de nuit Estrella « Pio Baroja » qui reliait Gijón à la gare de Barcelone-Sants via, entre autres, les gares de Burgos Rosa Manzano et de Miranda de Ebro. La desserte par les trains grandes lignes était complétée par trois allers-retours en train à grande vitesse Alvia pouvant s'arrêter à certaines heures en gare de Pola de Lena. Deux allers-retours journaliers en trains régionaux « Regional » complétaient la desserte de Gijón à León en desservant plus finement les gares de la rampe de Pajares.
Depuis 2013, la desserte de la ligne a été modifiée avec la suppression d'un aller-retour en train régional par jour entre León et Gijón, remplacé par un aller-retour Alvia n'assurant que les arrêts intermédiaires de Mieres-Puente, Pola de Lena et La Robla entre Oviedo et León. En juin 2021, la ligne est desservie chaque jour de semaine (hors trains de début et de fin de semaine) par un train Media Distancia amorcé en gare de Valladolid-Campo Grande et entre deux et trois Alvia dans chaque sens,.
La ligne est également desservie par les trains de banlieue Cercanías Asturies, notamment la ligne C-1 entre Puente de los Fierros et Gijón mais aussi les lignes C-2 et C-3 reliant respectivement Oviedo à El Entrego et San Juan de Nieva.

### Trains de fret

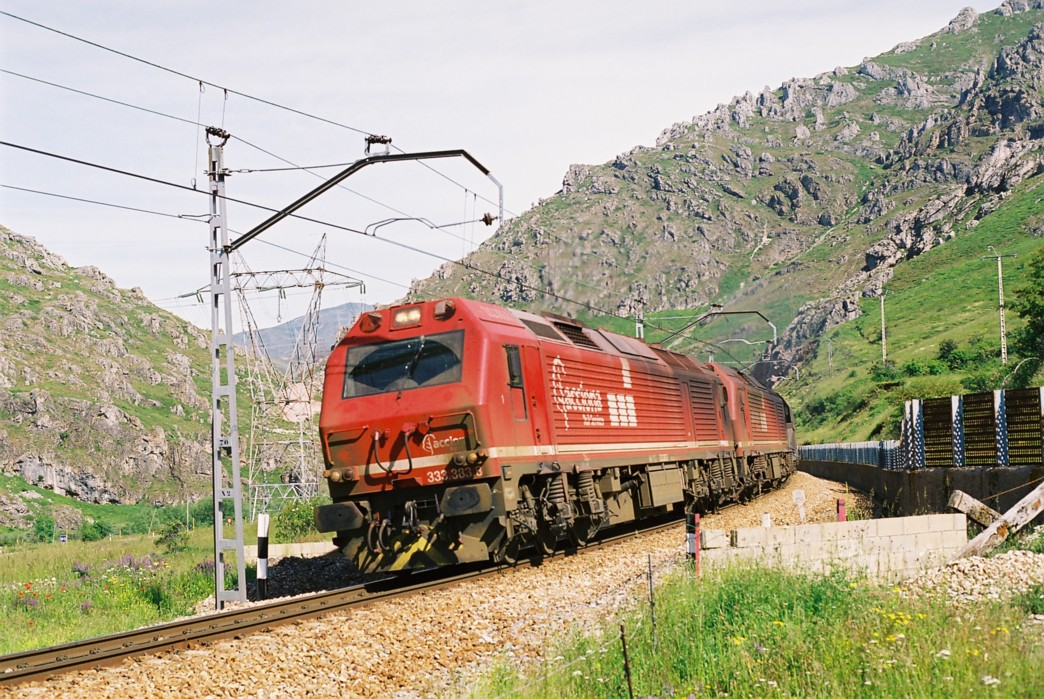
Locomotive bimode (électrique et diesel) 333.383 d'Acciona Rail Services vers Busdongo.

Acciona Rail Services a ouvert en 2007 un service ferroviaire afin de transporter le charbon importé du port de Gijón jusqu'à la centrale thermique de la Robla. Ce fut la première compagnie ferroviaire privée à exploiter entièrement un train de fret avec ses propres moyens après la libéralisation du secteur en Espagne,.
En 2008, 20 trains de fret par jour circulaient sur la ligne de León à Gijón via la rampe de Pajares.